# Захаровская (у д. Нагорская, Устьянский район)
Захаровская — деревня в Устьянском районе Архангельской области.

## География
Находится в южной части Архангельской области на расстоянии приблизительно 19 км на юг по прямой от административного центра района поселка Октябрьский.

## История
В 1859 году здесь (деревня Вельского уезда Вологодской губернии) было учтено 6 дворов. До 2004 года входила в Ростовский сельсовет. До 2022 года была в составе Ростовско-Минского сельского поселения до его упразднения.

## Население
Численность населения: 40 человек (1859 год), 0 как в 2002 году, так и в 2010.